# Волочиск
Волочиск (на украински: Волочиськ) е град в Хмелницки район на Хмелницка област в Украйна. До 2020 г. е районен център на Волочиски район. От 1970 г. е със статут на град.

## География
Градът е разположен на левия бряг на река Збруч, приток на Днестър на Волинско-Подолското плато. Теренът е вълнообразен, прорязан от оврази. През града минават железопътната линия Жмеринка-Лвов и европейската магистрала Е-50. Волочиск принадлежи към лесостепната зона, като общата площ на територията е 1461 хектара. Градът граничи с Тернополска област.
Градът е поставен на кръстопът, което го прави важен транспортен център. Волочиск е център на градската общност Волочиск от Хмелницки район на Хмелницка област. Географският релеф на града благоприятства развитието на машиностроенето, хранително-вкусовата и леката промишленост.

## Икономика
Сред водещите предприятия се открояват заводите „Номинал”, специализирани в производството на кондензатори, изолатори и специални инструменти, металургичният завод „Метеор”, тухларната „Керамик”, както и предприятия за производство на суровини, захар, плодови консерви, минерални води и хранителни концентрати. В града има клон на Запорожкото авиационно сдружение „Мотор-Сич”, а също така има естествени извори на минерални води.
В образователната сфера на града има четири общообразователни училища, четири детски градини, образователен комплекс и професионален лицей. Има също така централна районна болница, санаториум-профилакториум и районна служба за спешна медицинска помощ. Културният живот на града се обогатява от районен дом на културата, клуб, детска школа по изкуствата, кино, две библиотеки и Историческия музей на Волочиск.
От спортната инфраструктура има две детско-юношески спортни школи, стадион, физкултурно-техническо съоръжение „Колос” и пет спортни зали. В града има и хотел и представителства на пет банки.

## Население
Според резултатите от Всеукраинското преброяване на населението от 2001 г. във Волочиск живеят 20 721 души. Сред жителите на града 96,26 % са украинци, 2,10 % —руснаци, 1,14 % — поляци, 0,12 % — беларуси и 0,09 % — арменци.

## История
Територията на съвременния Волочиск е била населена през II хилядолетие пр.н.е., за което свидетелстват находките от археологическите разкопки: инструменти от кремък, кремъчен връх на стрела от културата на керамиката на шнура. Открити са и селища от края на бронзовата и началото на ранножелязната епоха (X в. пр. Хр.) и по време на Киевска Рус (XII-XIII в.).
Първото споменаване на Волочиск под името „Волочище” откриваме в акта за разделяне на владенията на князете от Збаражското княжество от 9 юли 1463 г. Името на града идва от думата „Волочище”, която означава теглене чрез влачене. От 1545 г. градът носи сегашното си име.
От 1569 до 1793 г. Волочище е под полско управление. В края на XV в. градът е разрушен от кримските татари, през 1580 г. е почти напълно разрушен от полски военни, а през 1672-1674 г. е разрушен от нападенията на турско-татарските войски. Жителите на Волочиск взимат активно участие в Освободителните войни, водени от Богдан Хмелницки.
След втората подялба на Полша през 1793 г. Волочиск става част от Дяснобалканска Украйна в рамките на Руската империя. През 1796 г. е открита митница. През втората половина на XIX в. в града се появяват промишлени предприятия. През 1870 г. германското акционерно дружество „Збруч” построява захарна фабрика и железопътна линия от Жмеринка до Волочиск. Сред сухопътните митници, разположени на западната граница на Руската империя, Волочиск заема първо място по износ на зърно.
Според енциклопедичния речник на Ф. А. Брокхаус и И. А. Ефрон (1890-1907 г.) град Волочиск е принадлежал на Волинска губерния, Староконстантиновски окръг. През 1889 г. в града има 380 домакинства и 3186 жители. Имало е две православни църкви, един православен параклис, църква, католически параклис, синагога, два еврейски молитвени дома, милосърдна къща, училище, аптека, 10 гостилници, 2 гостилници, 4 панаира годишно и фабрика за свещи. В околностите на града имало и първокласна митница. По данни от 1889 г. през тази митница са изнесени стоки на стойност 7419 хил. рубли, като са платени мита в размер на 607 хил. рубли. Сред основните изнасяни стоки са селскостопански машини, локомотиви и тендери, както и зърно, включително пшеница, ориз и други.
В началото на ХХ в. освен захарната фабрика в града имало тухларна, сапунарна, пивоварна, фабрики за свещи, фабрики за железопътни печки, обущарска артилерия и водни мелници. В края на 1905 г. се провежда стачка на работниците от шивашките работилници, а през 1907 г. и на захарната фабрика. През 1916 г. генерал Алексей Брусилов във Волочиск разработва план за бойна операция срещу австро-германските войски, влязла в историята като „Брусиловския пробив”.
По време на освободителната борба през 1917-1921 г. Волочиск е важен център на събития, свързани с борбата на различни военни и политически сили. През ноември 1920 г. Волочиск става временна столица на правителството на Директорията на УНР под ръководството на главния атаман С. Петлюра. На 21 ноември обаче украинската армия е принудена да се оттегли в чужбина под натиска на съветските войски. Силите на Съветската армия включват кавалерийската бригада на Г. И. Котовски и кавалерийската бригада на В. Примаков и червените казаци. Тези събития за дълго време остават последният етап от Гражданската война.
След сключването на Рижкия мирен договор от 1921 г. границата между Украйна и Полша е окончателно определена. В междувоенния период Волочиск няколко пъти променя административния си статут, като влиза в състава на Каменец-Подилска и Винишка област и Проскуровски район.
Жителите на града и областта стават жертви на Голодомора през 1932-1933 г. и на сталинския терор. Стотици селяни умират от глад, особено в селата Пахутинец, Яхновец и Кушниривка. Етническото полско население е обвинено в принадлежност към измислената Полска освободителна организация, което води до масовата им депортация в Казахстан през 1936-1937 г. Много невинни граждани, включително селяни, партийни активисти, граничари и интелектуалци, са екзекутирани от НКВД. Църковното имущество е разграбено, а множество църкви, включително енорийската църква „Покров Богородичен” (1853-1860 г.) и църквата „Свети Александър Невски” (1892 г.), са демонтирани или осквернени.
През септември 1939 г. съветските войски пресичат границата през Волочиск и скоро Западна Украйна се присъединява към Украинската ССР. Градът губи статута си на погранично селище.
В първите дни на Великата отечествена война жителите на града се присъединяват към доброволческите отряди. Окупационният период води до сериозни разрушения в града: повечето административни сгради, културни и образователни институции са разрушени, опожарени или взривени. Нацистите разстрелват 9297 цивилни граждани и депортират 3932 души в Германия за принудителен труд. Съществували са нелегални саботажни групи, като тази, ръководена от В. Нижник във Волочиск и М. Фузейн във Фридриховка.
Градът е освободен от съветската армия на 17 март 1944 г. по време на Проскуровско-Черновицката офанзива. 
В следвоенния период градът е активно възстановяван. Село Фридрихивка и Волочиск са обединени в един административен център. С образуването на Хмелницка област през 1954 г. Волочиск става част от нея, а през 1970 г. получава статут на град. 
След разпадането на СССР през 1991 г. Волочиск става град в Хмелницката област на Украйна.  На 13 август 2015 г. Волочиск става административен център на общината, която е създадена в рамките на административно-териториалната реформа от 2015 г. Общността включва град Волочиск и 17 бивши селски съвета (40 населени места), с население 32 494 души и площ 490 km2. От 2020 г. тя е част от Хмелницки район.